# Proutictis schedoleuca
Proutictis schedoleuca är en fjärilsart som beskrevs av Louis Beethoven Prout. Proutictis schedoleuca ingår i släktet Proutictis och familjen mätare. Inga underarter finns listade i Catalogue of Life.